# Corporate Memphis

Ilustrace ve stylu Corporate Memphis z knihovny designů humaaans

Corporate Memphis je označení pro plochý geometrický výtvarný styl, který je nejčastěji spojován s vizuální komunikací velkých technologických společností koncem 10. a začátkem 20. let 21. století. Někdy je kritizován pro nedostatek inspirace a dystopický nádech, ačkoli někteří výtvarníci jej hájí argumenty, že má v rámci historie umění své opodstatnění.

## Původ
Mezi předpoklady pro vzestup plochého výtvarného stylu patří rozmach vektorových grafických programů a nostalgie po moderní ilustraci z poloviny 20. století. Styl začal být populární ve sféře redakční ilustrace a velké oblibě se těšil zejména v technologickém průmyslu, který využíval jednoduché, snadno přizpůsobitelné ilustrace, které zaplní prázdný prostor a dodají aplikacím a webovým stránkám osobnost. Za popularizaci plochého stylu je také ze značné části zodpovědný Facebook, když v roce 2017 představil ilustrační styl Alegria, který pro něj vyvinula designová agentura Buck Studios a ilustrátorka Xoana Herrera.
Název Corporate Memphis vznikl na komunitní síti Are.na, kde fanoušci sbírali vizuální obsah s ranými charakteristikami tohoto stylu, a je také odkazem na skupinu Memphis, sdružení návrhářů z 80. let 20. století, jejichž styl se vyznačoval jasnými barvami, dětinskými vzory a geometrickými tvary. Corporate Memphis je také známý pod názvy Alegria nebo Big Tech art style. Ilustrátoři pracující v tomto stylu jej často označují jednoduše jako flat art (ploché umění, plochý styl).

## Vizuální rysy

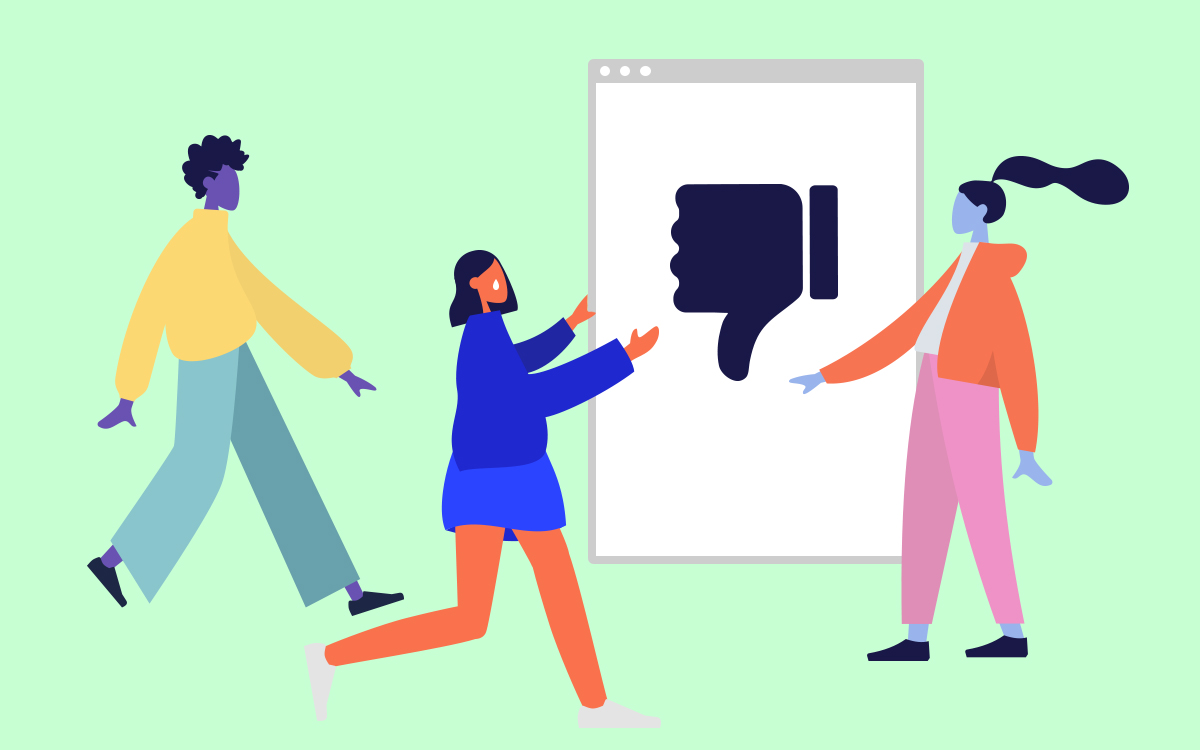
Ilustrace ve stylu Corporate Memphis zobrazující osoby s modrými a fialovými odstíny kůže

Častými motivy jsou ploché lidské postavy v pohybu s disproporčními rysy, jako jsou dlouhé a nepřirozeně ohnuté končetiny, malý trup, minimální nebo žádné obličejové rysy a jasné barvy bez prolínání. Facebookový styl Alegria navíc pracuje s nereprezentativními barvami pleti, jako je modrá a fialová, aby působil inkluzivním dojmem, avšak někteří výtvarníci volí spíše realističtější rysy a barvy pleti.

## Reakce
Od chvíle, co Facebook začal tento styl používat, se z něj stal téměř standard, což rychle vedlo ke kritické reakci. Styl byl kritizován za to, že je příliš obecný, prvoplánový, otřepaný a je v něm cítit snaha napravit veřejnou image technologických gigantů tím, že prezentuje lidskou interakci utopickým způsobem. Jeho kritika často vychází z větších obav o kreativní průmysl jako celek v kontextu kapitalismu a neoliberalismu. Objevily se také názory, že navzdory kritice má Corporate Memphis nečekanou hloubku a rozmanitost a zaslouží si pozornost a porozumění na základě vlastních zásluh mimo kontext technologické dystopie.